# Bitwa pod Mas Deu
Bitwa pod Mas Deu – starcie zbrojne, które miało miejsce 19 maja 1793 roku pomiędzy francuską Armią Wschodnich Pirenejów pod wodzą Louis-Charles'a de Flersa oraz hiszpańską Armią Katalońską, pod komendą Antoniego Ricardosa. Na skutek przebiegu bitwy, Hiszpanie zmusili zdziesiątkowanych Francuzów do wycofania się z Mas Deu do Perpignan. Zwycięstwo pozowliło siłom Ricardosa przystąpić do oblężenia Fortu de Bellegarde, strzegącego najlepszego szlaku wiodącego z Barcelony, przez Pireneje do Perpignan. Przez cały kolejny miesiąc armia Ricardosa była zaabsorbowana oblężeniem Bellegarde. Mas Deu to dawne, średniowieczne zabudowania, wzniesione przez templariuszy. Mas Deu leży na wschód od Trouillas w departamencie Pireneje Wschodnie. Bitwa ta była jednym ze starć wojny w Pirenejach, która stanowiła jeden z frontów wojny rewolucyjnej Francji przeciw pierwszej koalicji antyfrancuskiej.

## Tło historyczne
W dniu 17 kwietnia 1793 roku generał-kapitan Antonio Ricardos na czele 4,5-tysięcznej armii rozpoczął – zejściem pod Saint-Laurent-de-Cerdans w regionie Cerdagne – inwazję na Francję. Sześć batalionów i osiem kompanii grenadierów Ricardosa przepędziło z wioski 400 Francuzów. Następnie 20 kwietnia Hiszpanie skierowali się do Céret położonego nad rzeką Tech, gdzie natknęli się nad regularny batalion francuski, 1000 ochotników oraz cztery działa artyleryjskie. Dla 1,8-tysięcznej załogi francuskiej starcie to skończyło się katastrofalnie. Francuzi w popłochu opuścili miasteczko. Około 100-200 żołnierzy Republiki poległo, podczas gdy kolejnych 200 utonęło w rzece Tech podczas próby ucieczki. Tymczasem straty hiszpańskie to zaledwie 17 ludzi rannych w trakcie potyczki. Ricardos pozostawił swoje oddziały w Le Perthus w celu obserwacji garnizonu twierdzy Bellegrade oraz uniemożliwienia dotarcia do niej konwoju z zaopatrzeniem.
W dniu 14 maja 1794 roku generał dywizji Louis-Charles de Flers objął dowodzenie nad Armią Wschodnich Pirenejów. Mniej więcej w tym samym czasie generał brygady Luc Siméon Auguste Dagobert oraz pułkownik Eustache Charles d'Aoust   sprowadzili posiłki od francuskiej armii we Włoszech. Francuskie oddziały obozowały na wzgórzu o wysokości 80 metrów pod Mas Deu, położonym na wschód od Trouillas. Miejsce to pozwalało na obserwację równiny Aspres, a w dodatku było odgrodzone dwoma głębokimi korytami rzeki.
Zamek Mansus Déi został wzniesiony przez templariuszy w XII wieku. Stanowił ośrodek administracyjny dla zarządzania rozległymi posiadłościami zakonnymi w prowincji Roussillon. Na obszarze rozciągającym się od Fenolheda na północy po Banyuls-sur-Mer na południu templariusze prowadzili hodowlę bydła, a także winorośli, oliwek oraz innych roślin uprawnych. Bogactwo oraz tajemniczość Zakonu Templariuszy przysporzyły im wielu potężnych wrogów. Skuszony dobrami zakonnymi król Francji Filip IV Piękny aresztował wszystkich członków zakonu w kraju w roku 1307. W wielu przypadkach rycerze zakonni byli więzieni, torturowani i ostatecznie paleni na stosie. Ich bogactwa stały się własnością króla Francji. Wkrótce Filip IV wymógł na papieżu Klemensie V rozpoczęcie prześladowań templariuszy również poza granicami Francji. W roku 1312 wszystkie posiadłości templariuszy zostały przekazane Kawalerom Szpitalnym Wtedy też zmieniono nazwę miejscowości na Mas Deu. Podczas II wojny światowej niemieccy okupanci urządzili w zamku skład amunicji. Skład został wysadzony w powietrze w roku 1944, co spowodowało zniszczenie zamku. Jednak część budynków przetrwała detonację i jest wykorzystywana do dziś w charakterze winiarni.

## Przebieg bitwy
W dniu 16 maja oddziały Ricardosa dotarły do Céret. W skład sił hiszpańskich wchodziło: 12 tys. piechurów, 3 tys. kawalerzystów, 24 armaty oraz 6 haubic. Prawym skrzydłem hiszpańskiego ugrupowania – w sile 4860 ludzi – dowodził Pedro Téllez-Girón. Jego zastępcą był  Pedro Mendinueta y Múzquiz. Prawe skrzydło obsadzały cztery bataliony Gwardii Królewskiej i po jednym batalionie piechoty z Majorki oraz z pułków lekkiej piechoty ochotników katalońskich, a także artyleria z Andaluzji. Ricardos towarzyszył środkowemu ugrupowaniu, służącemu pod rozkazami  Luisa Firmín de Carvajala. Lewym skrzydłem – liczącym 4680 żołnierzy – dowodzili Juan de Courten, Rafael Adornooraz José Crespo. W skład lewej flanki wchodziły: trzy bataliony Gwardii Walońskiej, trzy kompanie z Tarragony, jeden batalion z pułku irlandzkiego, po jednej kompanii z: Granady, Walencji i Burgos, a także pułk jazdy Lusitania i artyleria z Nowej Kastylii.
Sztab de Flersa opracował plan walki, według którego francuska artyleria miała zbombardować hiszpańskie pozycje, zmuszając wrażą piechotę do pozostania w miejscu. Francuskie lewe skrzydło miało przeprowadzić natarcie symulowane na prawą flankę sił hiszpańskich. Odwróciwszy uwagę wroga, wzmocnione prawe skrzydło miało wyprowadzić główne uderzenie sił francuskich. Na potrzeby realizacji tej strategii, de Flers miał do dyspozycji zaledwie 5000 piechurów, 300 jeźdźców, 15 armat oraz 9 moździerzy.  Na lewym skrzydle armii de Flersa, Claude Souchon de Chamron dowodził siłami w sile 1180 ludzi. W tej liczbie wyróżni można 7. batalion z Szampanii pod wodzą Pierre'a François Saureta, 7. batalion z Aude dowodzony przez Pierre'a Banela, artylerię z Gard pod komendą Charlesa Dugua oraz 3. kompanię z Lavaur podległą Paul-Louisowi Gaultier de Kerveguen. Prawe skrzydło, nad którym dowództwo sprawował Dagobert, liczyło 2680 ludzi. W jego skład wchodziły następujące siły: 9. batalion z Drome (dowódca Louis André Bon), 1. batalion ochotników spod Mont Blanc (dowódca Jean-Jacques Causse, 2 batalion z Gard (dowódca Jacques Laurent Gilly), Jazda z Herault (dowódca Guillaume Mirabe)oraz 180 jeźdźców pod komendą Antoine'a de Béthencourta. De Flers oraz Joseph Étienne Timoleon d'Hargenvilliers towarzyszyli 740 żołnierzom w ugrupowaniu środkowym.
Ricardos zamierzał wykonać manewr z pomocą kawalerii  de Carvajala, a następnie przepuścić Gwardię Walońską Courtena wokół wioski Thuir, by uderzyć na flankę obozu w Mas Deu. O godzinie 5:00 rano w dniu 17 maja dwie hiszpańskie baterie artylerii, dowodzone przez księcia Montforte otworzyły ogień. Każda z baterii składała się z dwunastu 4-funtowych dział oraz czterech haubic o kalibrze 6 calów. Bombardowanie obozu przeciągnęło się do godziny 9:00 rano. Francuska piechota schroniła się w dolinie w pobliżu obozu. Prawdopodobnie na tym skończyły się działania bitewne tego dnia. Francuskim oddziałom udało się przetrzymać długotrwały ostrzał artyleryjski.
W dniu 18 maja Ricardos przegrupował środek swoich wojsk, powierzając de la Casesowi and Juanowi Manuelowi Cajiga odpowiedzialność za odwody kawalerii. Ich zadaniem było przełamanie francuskiego centrum, w którego skład wchodziły oddziały  Victora Amédée Willotanda oraz Kerveguena. Kontrnatarcie Kerveugena przeciw konnicy Cajigala nie powiodło się, więc jednostki artylerii pod dowództwem Dugua musiały osłonić odwrót żołnierzy Kerveugena. Do wieczora francuskie linie obronne pozostały nienaruszone, jednak – wskutek usiłowań do zatrzymania przeważających sił wroga – zostały mocno rozciągnięte. W nocy we obozie francuskim rozeszły się pogłoski o masakrowaniu posterunków przez Hiszpanów. O 3:00 w nocy pomiędzy wartami obydwu stron konfliktu rozpoczęła się wymiana ognia. Część spośród żołnierzy francuskich uległa panice i wycofała się do Perpignan. Tej nocy, ksiądz Bonawentura Benet, który pomagał chować poległych Francuzów, wyśledził położenie każdej z francuskich jednostek i przekazał hiszpańskiej kwaterze głównej informacje na temat.
W dniu 19 maja Sauret został ranny w nogę, a jego batalion stracił morale i wycofał się. Wykorzystując ucieczkę przeciwnika, Ricardos polecił Osunie, by wdarł się do francuskiego obozu przy wsparciu ogniem z 14 armat. Dagobert przerzucił część oddziałów z prawego skrzydła, by zatrzymać atak Osuny.
Ochotniczy batalion z Béziers oraz 2. batalion z Górnej Garonny przystąpiły do kontrataku, lecz zostały odparte przez szeregi zdyscyplinowanych hiszpańskich żołnierzy. Francuzi zaczęli opuszczać swój obóz, pozostawiając wrogowi artylerię. Mirabel został ranny w nogę wskutek wybuchu pocisku haubicznego w czasie gdy wraz ze swoją konnicą osłaniał odwrót oddział francuskich. De Flers osobiście zebrał do walki jeden z batalionów, jednak został on odparty przez kawalerię hiszpańską.

## Skutki
Następnego dnia miasto Perpignan było pełne zdruzgotanych żołnierzy oraz przerażonych uchodźców. Miejscowi przywódcy polityczni zaadaptowali kościoły, klasztory oraz opuszczone domostwa na potrzeby uchodźców. De Flers wystosował do swoich oddziałów odezwę:
„Żołnierze! Dopuszczono się wielkiego tchórzostwa. Niektórzy spośród obrońców wolności uciekli przed marionetkami despotyzmu...”
Pewien batalion ochotniczy odmówił walki z Hiszpanami i został za karę rozwiązany. Historyk Digby Smith ocenił liczebność hiszpańskiej amii 7 tys. żołnierzy w sześciu batalionach liniowych, ośmiu kompaniach grenadierów oraz w 30 prowincjonalnych kompaniach rezerwowych. Według niego liczba ofiar wśród strony francuskiej to 150 zabitych oraz 280 rannych, a ponadto trzy stracone armaty 6-funtowe oraz sześć utraconych wozów z amunicją. Hiszpanie podliczyli swoje straty w tej bitwie na 34 zabitych, jednak nie uwzględnili liczby rannych.
Ricardos, zamiast ruszyć w pogoń za znacznie osłabionymi siłami przeciwnika, zawrócił w kierunku Fortu de Belegarde. Twierdza ta strzegła głównej drogi przez Pireneje, łączącej Barcelonę z Perpignan.
Oblężenie Bellegarde rozpoczęło się 23 maja i trwało do 24 czerwca, kiedy to pułkownik  Boisbrulé skapitulował wraz z uszczuplonym do 1450 ludzi garnizonem fortecy. Straty francuskie to 30 zabitych i 56 rannych. Twierdza była uzbrojona w 41 armat oraz 7 moździerzy. W szeregach Ricardosa, prowadzących oblężenie było 6 tys. żołnierzy oraz 34 działa. W czasie gdy trwało oblężenie głównej twierdzy, Hiszpanie zmuszeni byli zająć także dwie mniejsze fortyfikacje: Fort les Bains oraz Fort de la Garde. Placówki te poddały się odpowiednio 3 i 5 czerwca. W dniu 29 maja de Flers usiłował ratować Fort de Bellegarde konwojem z zaopatrzeniem, lecz akcja dostawy zapasów nie powiodła się, jako że licząca 3-5 tysiąca ludzi eskorta konwoju została odepchnięta przez Hiszpanów.
24 maja de Flers zajął się przygotowaniem fortyfikacji Camp de l'Union. Nowy obóz mieścił się pod murami Perpignan i rozciągał się od wioski Cabestany na wschodzie do młynu w Orles na zachodzie. Po bitwie Dagobert otrzymał awans do stopnia generała dywizji, natomiast Saureta awansowano na pułkownika. Natomiast jeśli chodzi o stronę hiszpańską, to Osuna okazał się krnąbrnym podwładnym i w październiku został przeniesiony do armii Nawarry w zachodnich Pirenejach.